# Административен съвет за данъчни обжалвания
Административният съвет за данъчни обжалвания (на португалски: Conselho Administrativo de Recursos Fiscais – CARF) е колегиален орган на Министерството на финансите на Бразилия, който служи като последна административна и досъдебна инстанция, произнасяща се по жалби срещу данъчни и осигурителни задължения, които се начисляват и администрират от Секретариата за федерални приходи. Съветът е създаден със Закон 11 941 от 29 май 2009 г.

## Характер и структура
Административният съвет за данъчни обжалвания функционира като своего рода административен данъчен съд в рамките на бразилската данъчна система. На федерално, щатско и общинско равнище функционират т.нар. административни данъчни съдилища, които дават възможност на данъкоплатците да обжалват актове на данъчните служби. Това не са съдилища, които са част от съдебната система, а са части от администрацията – администрация, преразглеждаща собствените си актове. Тези органи са относително самостоятелни и се състоят от членове, назначавани от администрацията, и такива, назначавани от самите данъкоплатци. Решенията на тези органи са задължителни за администрацията, но могат да бъдат оспорени пред съдилищата от съдебната система.
Всяко данъчно задължено юридическо или физическо лице в Бразилия, което получи данъчно известие от Секретариата за федерални приходи за дължима към федералната хазна сума от данъчно, митническо или осигурително естество, може да обжалва законността или размера на наложения му данък пред една от службите за отсъждане на Секретариата за федерални приходи. Ако решението на тези служби не са в негова полза, данъчно задълженото лице може да обжалва на по-високо административно ниво в лицето на Административния съвет за данъчни обжалвания. CARF е последният административен орган в рамките на федералната данъчна система, който има право да обяви данъчното задължение за недействително или да промени неговия размер.
Самият CARF се състои от 206 съветници – федерални одитори на Секретариата за федерални приходи и представители на данъкоплатците. Административните производства пред Съвета се разглеждат обикновено пред състави от по шестима съветници. Техните решения могат да бъдат оспорени пред съдилищата в страната, ако не удовлетворяват жалбоподателите.
Дейността на Съвета е организира в три специализирани секции. Всяко отнесено до CARF производство се разпределя към една от секциите в зависимост от данъчната материя, която то засяга. Делата, които засягат корпоративните данъци (корпоративния данък – IRPJ и социалния принос на печалбата на юридическите лица – CSSL), се разглеждат от Първа секция. Към Втора секция на Съвета се пренасочват дела, засягащи данъка върху приходите на физическите лица и данъка, удържан при източника (WHT). Трета секция разглежда обжалвания, касаещи социалното осигуряване (в това число вноската за финансиране на програмите за социална интеграция – PIS, социалноосигурителната вноска – COFINS и др.), акцизите, митата, данъка върху финансовите трансакции и др. Всяка секция на CARF се дели на четири камари, които се поделят на две или четири турми от по шестима съветници. Освен секциите, камарите и панелите, в рамките на CARF функционира и един специален състав, наречен Висша камара за данъчни обжалвания, в чиито правомощия влиза преразглеждането на решенията, произнесени от всяка една секция. Висшата камара се състои от три турми в състав от по десет съветници.

## Операция „Зилоти“
През май 2015 г. Федералната полиция на Бразилия обявява, че от 2013 г. провежда криминално разследване под името Операция „Зилоти“, което е насочено към разкриване на мащабна корупционна схема, действала в CARF, която е ощетила Федералната хазна с милиарди щатски долари. Разследването започва след анонимен сигнал, в който се твърди, че по определени административни дела Съветът се е произнасял в полза на големи фирми данъкоплатци, като е намалявал размерите на техните задължения към хазната, срещу което членове на Съвета са получавали процент от сумите, с които са били намалявани задълженията на въпросните фирми. По време на разследването Федералната полиция успява да идентифицира повече от 74 административни решения на Съвета, отнасящи се до данъчни жалби. В огласения от разследващите служби списък с компании, които са участвали в корупционната схема, фигурират имена на големи бразилски банки, местни представителства на големи международни корпорации, един от най-големите производители на стомана в Бразилия и др.